# 控制 (遊戲)
《控制》是一款由芬蘭遊戲公司绿美迪娱乐开发并由505 Games发行在PlayStation 4、Xbox One和Microsoft Windows等平台上的第三人称动作冒险遊戲，遊戲於2019年8月27日發售。

## 玩法
玩家操作主角潔西‧法登在巨大的亙古之屋中尋找弟弟的下落，途中會出現大量需要解決的敵人與機關，玩家可以善用基本的跑、跳、射擊，以及超能力的衝刺、浮空、舉起並投擲環境物件來處理關卡中的各種障礙，在遊戲過程中還可以根據完成的任務目標，獲得升級角色能力與武器能力，以更好的應付關卡中愈加艱鉅的狀況。

## 劇情
十七年前，年幼的潔西與迪倫姐弟無意中撿到了幻燈機，將其作為玩具來玩耍，潔西和幻燈機中的神秘意識體北極星達成了某種連結，北極星從那時候開始，就時常出現在潔西的腦海中。
後來平凡鎮發生了特殊的世界異變事件，大量鎮民失蹤甚至發生變異，原來是因為年幼的姐弟玩弄幻燈機所造成，幻燈機實際上是時空之門的惡性異變物品，年幼的孩子們渾然不知幻燈機的可怕，而事態更是嚴重到聯邦控制局（Federal Bureau of Control，FBC）主動介入，迪倫被FBC抓走，而幻燈機也被FBC收容。
十七年過去，FBC開始研究幻燈機的36號幻燈片以及其中的意識體，但潛伏於其中的惡意意識體嘶嘯卻入侵了FBC局長特倫奇的腦內，導致本來就有被害妄想的特倫奇意識瀕臨崩潰。
科學家達林發現了局長的異常，著手研究介於意識體的反嘶嘯裝置，結果為時已晚，嘶嘯控制了特倫奇並開始入侵FBC，污染了大部分FBC工作人員與異變物品。這時在北極星的引導下，潔西來到了FBC總部太古屋，在工友阿提的指引下進入了太古屋，撿起谢罪自殺的特倫奇的變形槍後，成為了新一任局長。
在太古屋裡，潔西了解到FBC不僅僅是一個政府機構，而是和特殊神秘委員會有著密切的關係，局長更像是委員會的代理人，這個委員會只以神秘的倒立黑色金字塔的形象顯現在人類面前，而且使用非人類的語言和局長溝通，並有自己的一套局長選拔規則，而潔西和迪倫都被列為下一任局長候選人。迪倫被關押在FBC裡多年來接受了大量非人道實驗，而潔西自己卻獨立在外，不願回首童年的遭遇，現在卻必須面對現實且沒有選擇的餘地，但過程中潔西似乎也開始發現北極星有些許詭異之處。
迪倫由於FBC的長期錯誤實驗，和對潔西的失望，導致對FBC與姐姐的極度怨恨，從而讓嘶嘯控制了自己的思想，而潔西卻從迪倫的不明意識話語中得知了結束嘶嘯入侵的方法，就是關閉位於次元研究室的幻燈機，並淨化迪倫腦中的嘶嘯，在疑似太古屋意識化身的工友阿提的幫助下，潔西到達了次元研究實驗室，並瞭解了北極星的真面目。
北極星其實就是潔西自己的另一個人格，在幼年時接觸幻燈片中的意識體後產生，一遍又一遍的引導潔西結束這場嘶嘯浩劫，並重新奪回整個FBC與太古屋的控制權。最後潔西淨化了弟弟腦中的嘶嘯並關閉了幻燈機。
委員會也肯定了潔西作為局長的資質並寄予厚望，事後潔西局長和部下們花了不少時間，將剩下的嘶嘯與其他危機徹底從FBC消滅。

## 開發
2017年，绿美迪娱乐與發行商505 Games簽署该作（当时代号为「Project 7」）的全球發行權，發行權長達20年且投資金額達775萬歐元。
2018年E3展上，本作正式公布。
本作将在2020年早期更新付费DLC“The Foundation”，2020年中期更新付费DLC“AWE”。其中“AWE”将和此前绿美迪作品《心灵杀手》进行联动，该作主角艾伦·韦克也将在该DLC中出现。
2020年6月，绿美迪确认了本作将会登陆新世代游戏主机PlayStation 5和Xbox Series X。同年8月，本作的发行商505游戏公布了包含本作所有追加内容的终极版，并确认只有购买了终极版的玩家才能在新世代主机上玩到本作。10月29日，绿美迪通过任天堂直面会Mini宣布《控制 终极版 - 云版》（Control Ultimate Edition — Cloud Version）将于当天登陆任天堂Switch平台，游戏将采用云端计算的方式进行游戏。

## 評價
| 汇总媒体   | 得分                                |
| ---------- | ----------------------------------- |
| Metacritic | PC：85/100 PS4：82/100 XONE：84/100 |

| 媒体            | 得分    |
| --------------- | ------- |
| Destructoid     | 9/10    |
| 电子游戏月刊    | [ 13 ]  |
| Game Informer   | 8.75/10 |
| Game Revolution | 4.5/5   |
| GamesRadar+     | 4.5/5   |
| GameSpot        | 8/10    |
| IGN             | 8.8/10  |
| PC Gamer美国    | 88/100  |
| VideoGamer.com  | 8/10    |

《控制》在發佈後大多收到媒體正面的評價，根據Metacritic上的分數，PC版的《控制》獲得85/100分，是分數最高的版本，其次為PS4版和Xbox One版，分數為81/100分及83/100分。

### 獎項
在2019年度的遊戲大獎中，本作共獲得包括「年度遊戲」在内等八項提名，並奪得「最佳美術指導」獎項。
| 年份 | 獎項     | 類別             | 獲提名                                  | 結果 | 來源   |
| ---- | -------- | ---------------- | --------------------------------------- | ---- | ------ |
| 2019 | 遊戲大獎 | 年度遊戲         | 《控制Control》                         | 提名 | [ 21 ] |
| 2019 | 遊戲大獎 | 最佳遊戲敘事     | 《控制Control》                         | 提名 | [ 21 ] |
| 2019 | 遊戲大獎 | 最佳遊戲指導     | 《控制Control》                         | 提名 | [ 21 ] |
| 2019 | 遊戲大獎 | 最佳動作冒險遊戲 | 《控制Control》                         | 提名 | [ 21 ] |
| 2019 | 遊戲大獎 | 最佳演出         | Matthew Porretta 飾演 Dr.Casper Darling | 提名 | [ 21 ] |
| 2019 | 遊戲大獎 | 最佳演出         | Courtney Hope 飾演 Jesse Faden          | 提名 | [ 21 ] |
| 2019 | 遊戲大獎 | 最佳聲效設計     | 《控制Control》                         | 提名 | [ 21 ] |
| 2019 | 遊戲大獎 | 最佳美術指導     | 《控制Control》                         | 獲獎 | [ 21 ] |

## 外部連結
- 官方网站